# Bro socken, Bohuslän
Bro socken i Bohuslän ingick i Stångenäs härad, ingår sedan 1971 i Lysekils kommun och motsvarar från 2016 Bro distrikt.
Socknens areal är 74,44 kvadratkilometer, varav land 74,11. År 2000 fanns här 1 038 invånare. Kyrkbyn Brodalen med sockenkyrkan Bro kyrka ligger i socknen. 

## Administrativ historik
Bro socken har medeltida ursprung. 
Vid kommunreformen 1862 övergick socknens ansvar för de kyrkliga frågorna till Bro församling och för de borgerliga frågorna bildades Bro landskommun. Landskommunen inkorporerades 1952 i Stångenäs landskommun som 1971 uppgick i Lysekils kommun.  1 januari 2023 uppgick församlingen i Lysekils norra församling.
1 januari 2016 inrättades distriktet Bro, med samma omfattning som församlingen hade 1999/2000.
Socknen har tillhört län, fögderier, tingslag och domsagor enligt vad som beskrivs i artikeln Stångenäs härad. De indelta soldaterna tillhörde Bohusläns regemente, Stångenäs kompani och de indelta båtsmännen tillhörde 1:a Bohusläns båtsmanskompani.

## Geografi och natur
Bro socken ligger nordost om Lysekil och omfattar norra delen av Stångenäset och Härnäset med Åbyfjorden i väster och Brofjorden i öster. Socknen har odlingsbygd i Brodalen och andra dalar mellan bergsplatåer.
Inom socknen finns ett naturreservat; Näverkärr som ingår i EU-nätverket Natura 2000. Dessutom finns två naturvårdsområden: Gullmarn ingår i Natura 2000 och delas med Brastads, Lyse, Lysekils och Skaftö socknar i Lysekils kommun, Morlanda socken i Orusts kommun, Dragsmarks, Bokenäs och Skredsviks socknar i Uddevalla kommun samt Foss socken i Munkedals kommun.  Broälven delas med Brastads socken. 
I socknen finns borgruinen Röe invid Röe herrgård. Andra sätesgårdar var Vese säteri  och Brobergs säteri.
Före 1732 fanns Sotenäs och Stångenäs häraders tingsställe i Broberg och Mellby. I Skådene fanns ett gästgiveri.

## Fornlämningar och fynd
Flera boplatser, en gånggrift och två hällmålningar från stenåldern har påträffats. Från bronsåldern finns flera gravrösen och ett 70-tal hällristningar. Från järnåldern finns 170 gravar på flera gravfält och två fornborgar.
Då man planterade skogsfrön i utmarken vid hemmanet Ingaldsröd, långt från samtida fyndplatser eller fornlämningar, hittades liggande på jordytan en enkel ringböjd guldten, som kallad ringguld enbart nyttjad för dess värde. Ringen är spiralräfflad och är tillverkad av en cirkelrund ganska trind guldten, löpande i ett varv utan fastsvetsade ändar. Ringen, som väger sju gram, går att datera till vikingatiden.
I samma hemman har olika flintföremål.
Vid Ingeröd har två enkla och ganska osakkunniga flintdolkar hittats, den ena fin med tvåsidigt skaft, cirka tolv centimeter lång och ganska vass. Den andra är mer enkel och ej särskilt skön. Båda ingick i en gammal privatsamling av fornfynd ägd av herr J.A. Johansson.
Ett antal lösfynd och boplatser, minst ett sextiotal, är också kända.

## Befolkningsutveckling
Befolningen ökade från 1424 1810 till 2782 1870 varefter den minskade till 2582 tjugo år senare. Därefter ökade befolkningen på nytt till 2914 1930 för att därpå åter minska till 1045 1990.

## Namnet
Namnet skrevs 1353 Brum och innehåller bro, syftande på en bro söder om kyrkan.